# Географија Сејшела
Сејшели су мала острвска држава која се налази у мору Зањ северно од Мадагаскара, са Антсирананом као најближим страним градом.  Сејшели се налазе између приближно 4º СГШ и 10º СГШ и 46º ИГД и 54º ИГД. Нација је архипелаг од 115 тропских острва, неких гранита и неких корала. од којих је већина мала и ненасељена. Површина копна је само 452 км², али острва се простиру широм ексклузивне економске зоне од 1.336.559 км². Око 90 процената становништва од 90.000 живи на Махеу, 9 процената на Праслину и Ла Дигу. Отприлике трећина копнене површине је острво Махе, а друга трећина атол Алдабра. 
Постоје два различита региона, гранитна острва, једина светска океанска острва од гранитне стене и корална спољна острва. Гранитна острва су најстарија океанска острва на свету, док су спољна острва углавном веома млада, иако су група Алдабра и Сент Пјер (Фаркухар група) необична, подигнута корална острва која су се појављивала и потапала неколико пута током своје дуге историје, највише недавно потапање које датира пре око 125.000 година 

## Физичке особине
Архипелаг се састоји од 115 острва и тридесет истакнутих стенских формација распоређених по самопроглашеној ексклузивној економској зони од преко 1.350.000 км² океана.  Четрдесетак острва је гранитних и леже на 90 км радијус од Махеа, главног острва.  Преостала острва су коралинска, простиру се на 1. 200 км радијус од Иле Аук Вакес на североистоку до атола Алдабра на југозападу.  Унутрашња острва у земљи су гранитна острва плус два оближња корална острва, Острво птица и острво Денис . Преостала корална острва су Спољна острва . Сва острва су мала — укупна површина земљишта је само 455 км².  
Махе је дуга 25 км и не више широк од 8 км,  са површином од 1.567 км². Садржи главни и једини град Викторију, одличну луку.  Викторија се налази на око 1.600 км источно од Момбасе; 2.800 км југозападно од Мумбаја; 1.700 км северно од Маурицијуса; и 920 км североисточно од Мадагаскара.  Једина друга важна острва по величини и броју становника су Праслин и Ла Диг, која се налазе тридесетак километара североисточно од Махеа. 
Гранитна острва су врхови подморске висоравни Маскарене, континенталне формације за коју се теоретизира да је или део Африке одвојен када је Азија почела да се удаљава од првобитног јединственог континента Гондване, или остаци микроконтинента који је постојао до почетка терцијарног периода, пре отприлике 50 милиона година.  Гранитна острва карактеришу брда и планине високе и до 940 m који се нагло диже из мора. На другим местима, уске обалне равнице простиру се до подножја. Екстензивно развијени корални гребени налазе се углавном на источним обалама због југозападних пасата и екваторијалне струје. Деведесет девет посто становништва налази се на гранитним острвима, а већина их је на Махеу. 
Коралинска острва се оштро разликују од гранитних по томе што су веома равна, често се уздижу само неколико стопа (један метар) изнад нивоа мора. Они немају свежу воду, а врло мало њих има стално становништво. Многи, попут Иле аук Вакес, острво Денис, острва Амиранте, острва Плате и острва Коетиви, су пешчани ували на којима су постављене велике плантаже кокоса. Нека од коралних острва састоје се од уздигнутих гребена и атола прекривених закржљалом вегетацијом. Неколико од ових острва била су важна подручја за размножавање корњача и птица, као и места екстензивних наслага гуана, који су раније чинили важан елемент привреде Сејшела, али су сада већим делом исцрпљени. Острва Алдабра, највећи корални атол са површином већом од Махеа, представљају уточиште за ретке животиње и птице.

## Геологија
Сејшели су део гранитне Маскаренске висоравни која се одвојила од Индијске плоче око 66 милиона година раније. Ова пукотина је повезана са жаришном тачком Реинион која је такође одговорна за острво Реинион и Деканске замке у Индији. Због своје дуге изолације, Сејшели су домаћини неколико јединствених врста укључујући коко де мер, палму која има највеће семе од било које биљке и највећу светску популацију џиновских корњача.

## Клима
Клима Сејшела је тропска, са малим сезонским варијацијама. Температуре на Махеу ретко се пењу изнад 29 °C (84 °F) или падне испод 24 °C (75 °F). Влажност ваздуха је висока, али њен отежавајући ефекат се обично ублажава преовлађујућим ветровима. Југоисточни монсун од краја маја до септембра доноси хладније време, а северозападни монсун од марта до маја топлије време.
Јаки ветрови су ретки јер већина острва лежи изван појаса циклона у Индијском океану; Махе је претрпео једину такву олују у својој забележеној историји 1862. Просечна годишња количина падавина у Махеу износи 2.880 мм на нивоу мора и чак 3.550 мм на планинским падинама. На осталим острвима падавина је нешто мање, у просеку чак 500 мм годишње на најјужнијим коралним острвима.

Пошто слив обезбеђује већину извора воде на Сејшелима, годишње варијације у количини падавина или чак кратки периоди суше могу довести до несташице воде. Мале бране су изграђене на Махеу од 1969. године у настојању да се гарантује поуздано снабдевање водом, али суша и даље може бити проблем на Махеу, а посебно на Ла Дигу.
| Клима Викторије                                    | Клима Викторије | Клима Викторије | Клима Викторије | Клима Викторије | Клима Викторије | Клима Викторије | Клима Викторије | Клима Викторије | Клима Викторије | Клима Викторије | Клима Викторије | Клима Викторије | Клима Викторије |
| Показатељ \ Месец                                  | .Јан.           | .Феб.           | .Мар.           | .Апр.           | .Мај.           | .Јун.           | .Јул.           | .Авг.           | .Сеп.           | .Окт.           | .Нов.           | .Дец.           | .Год.           |
| -------------------------------------------------- | --------------- | --------------- | --------------- | --------------- | --------------- | --------------- | --------------- | --------------- | --------------- | --------------- | --------------- | --------------- | --------------- |
| Апсолутни максимум, °C (°F)                        | 33,3 (91,9)     | 33,4 (92,1)     | 33,5 (92,3)     | 34,1 (93,4)     | 33,5 (92,3)     | 32,6 (90,7)     | 31,1 (88)       | 31,4 (88,5)     | 31,6 (88,9)     | 32,4 (90,3)     | 34,4 (93,9)     | 33,4 (92,1)     | 34,4 (93,9)     |
| Максимум, °C (°F)                                  | 29,9 (85,8)     | 30,5 (86,9)     | 31,1 (88)       | 31,5 (88,7)     | 30,7 (87,3)     | 29,2 (84,6)     | 28,4 (83,1)     | 28,6 (83,5)     | 29,2 (84,6)     | 29,9 (85,8)     | 30,2 (86,4)     | 30,2 (86,4)     | 30,0 (86)       |
| Просек, °C (°F)                                    | 26,9 (80,4)     | 27,5 (81,5)     | 27,9 (82,2)     | 28,1 (82,6)     | 27,9 (82,2)     | 26,8 (80,2)     | 26,0 (78,8)     | 26,1 (79)       | 26,5 (79,7)     | 26,9 (80,4)     | 27,0 (80,6)     | 27,0 (80,6)     | 27,1 (80,8)     |
| Минимум, °C (°F)                                   | 24,3 (75,7)     | 24,9 (76,8)     | 25,1 (77,2)     | 25,3 (77,5)     | 25,6 (78,1)     | 24,8 (76,6)     | 24,1 (75,4)     | 24,1 (75,4)     | 24,4 (75,9)     | 24,6 (76,3)     | 24,3 (75,7)     | 24,2 (75,6)     | 24,6 (76,3)     |
| Апсолутни минимум, °C (°F)                         | 24,1 (75,4)     | 21,1 (70)       | 22,1 (71,8)     | 22,3 (72,1)     | 21,6 (70,9)     | 20,9 (69,6)     | 20,4 (68,7)     | 19,6 (67,3)     | 20,2 (68,4)     | 20,5 (68,9)     | 21,5 (70,7)     | 20,0 (68)       | 19,6 (67,3)     |
| Количина кише, mm (in)                             | 401,3 (15,799)  | 270,2 (10,638)  | 195,5 (7,697)   | 188,1 (7,406)   | 146,0 (5,748)   | 102,9 (4,051)   | 80,3 (3,161)    | 114,2 (4,496)   | 150,0 (5,906)   | 192,8 (7,591)   | 205,0 (8,071)   | 303,2 (11,937)  | 2.349,5 (92,5)  |
| Релативна влажност, %                              | 83              | 80              | 80              | 80              | 79              | 79              | 80              | 79              | 79              | 79              | 80              | 82              | 80              |
| Сунчани сати — месечни просек                      | 155,0           | 175,2           | 213,9           | 231,0           | 254,2           | 225,0           | 232,5           | 232,5           | 219,0           | 226,3           | 204,0           | 176,7           | 2.545,3         |
| Сунчани сати — дневни просек                       | 5,0             | 6,2             | 6,9             | 7,7             | 8,2             | 7,5             | 7,5             | 7,5             | 7,3             | 7,3             | 6,8             | 5,7             | 6,97            |
| Извор: Seychelles National Meteorological Services |                 |                 |                 |                 |                 |                 |                 |                 |                 |                 |                 |                 |                 |

## Флора и фауна
Сејшели садрже најмање 75 врста цветних биљака, три врсте сисара, 15 врста птица, 30 врста гмизаваца и водоземаца и неколико стотина врста пужева, инсеката, паука и других бескичмењака који се не налазе нигде другде. Разноврсност врста на острвима процењује Фонд за заштиту природе Сејшела. Поред тога, воде садрже више од 900 врста риба, од којих је више од једне трећине повезано са коралним гребенима.  Специфични примери јединствених птица су црна рајска мухоловка, црни папагај, четкица и шина без лета. Најпознатије од свих животиња на Сејшелима су џиновске корњаче.

### Претње животне средине
Као резултат екстензивног транспорта на Сејшеле који доноси потребан увоз и испуштање комерцијалног риболова туне, воде трпе извесно загађење. Штавише, козе доведене на острва Алдабра уништавају већи део вегетације којом се џиновске корњаче хране или траже сенку.  Пацови имају смањен биодиверзитет на многим острвима. Климатске промене су такође значајно питање; недавно је уочено да је то изазвало изумирање ендемског пужа.
Сејшели су почели да се баве проблемом очувања касних 1960-их стварањем Комисије за очување природе, касније преименоване у Националну комисију за животну средину Сејшела. Систем националних паркова и резервата за животиње који покривају 42% копнене површине и око 260 км² околних водних површина је издвојено. Законодавство штити дивље животиње и забрањује разне деструктивне праксе.
Велики пројекат је финансирао Француски фонд за глобалну животну средину, а имплементирало га је Друштво за заштиту острва.  Ово има за циљ рехабилитацију и унапређење острва за одржавање домаћег биодиверзитета на Сејшелима кроз искорењивање уведених врста предатора, рехабилитацију станишта и поновно увођење ретких или угрожених врста. Пацови су елиминисани са Северног острва у оквиру овог пројекта и планирано је више шема, укључујући атол Космоледо и острво Концепција.

## Екстремне тачке
Ово је листа крајњих тачака Сејшела, тачака које су даље на северу, југу, истоку или западу од било које друге локације.
- Најсевернија тачка – Острво птица, округ Спољна острва
- Најисточнија тачка – острво Коетиви, округ Спољна острва
- Најјужнија тачка - острво Голет, група Фаркухар, округ Спољна острва
- Најзападнија тачка - Западно острво, острва Алдабра, округ Спољна острва